# グラニュ・レイテッドハピネス
グラニュ・レイテッドハピネスは、かつてTBSラジオにて放送されていた商品宣伝企画のためのラジオ番組および、声優・西口有香主演のドラマCD・ドラマDVDである。

## 概要
- 2000年4月4日、TBSラジオ番組『Onlyセンチメンタルナイト2』の後番組として放送開始。西口有香と鈴木麻里子が「ONLYセンチメンタルナイト2」より引き続き同じ曜日の同じ時間帯に継続して出演。番組の告知は鈴木が「ONLYセンチメンタルナイト2」内で何度か告知していた。
- キャッチコピー
  - 『グラニュレイテッド・ハピネス（あるいは、おさとうなしあわせについて）』
    - 『Granulated Happiness or a story about the beginning of the world.』

  - 『これは絵のない映画だ』
  - 『日曜のおしまいは、いつもかなしくて、やさしい』

## ラジオ

### パーソナリティ
- 西口有香
- 鈴木麻里子

## ドラマCD・ドラマDVD
ドラマCD
| 英字表記  | GRANULATED HAPPINESS |
| --------- | -------------------- |
| 発売日    | 2001年8月25日        |
| 型番      | MACO-0001            |
| JANコード | 4961524173112        |
| 発売元    | ムービック           |
| 販売元    | ムービック           |
| 販売協力  | パイオニアLDC        |

ドラマDVD
| 英字表記  | GRANULATED HAPPINESS |
| --------- | -------------------- |
| 発売日    | 2002年1月25日        |
| 型番      | MABO-0001            |
| JANコード | 4961524174812        |
| 発売元    | ムービック           |
| 販売元    | ムービック           |

### ストーリー
高校を卒業後、フリーターとなった少女（ムラカミイノリ）がある日の夜、1人の女性（マリモキョウコ）と出逢う。キョウコとの交流を交え、1人の少年（ユウナギナツヒコ）のことや、キョウコのこと、友人たち（セガワサチ、イノウエトモコ）のこと、自分のこと、家族のこと、世間のことを見廻しながら「うん」と納得するまでの出来事を描く。

### 登場人物
※ フルネームはメインキャラクター。苗字のみはサブキャラクター（ただし、ニシキギはメインキャラクター）。
- ムラカミ イノリ（声 - 西口有香）
- マリモ キョウコ（声 - 鈴木麻里子）
- ユウナギ ナツヒコ（声 - 貞広高志）
- イノウエ トモコ（声 - 那口亜希子）
- セガワ サチ（声 - 平山未樹）
- ニシキギ（アルバイト先のビデオ屋の店長）（声 - 坂本仁）
- ツキシロ（ドーナツ屋の店員）（声 - 田中大文）
- アジロ（ビデオ屋の男性客・ゲームセンターの若者）（声 - 板橋一徳）
- クモイ（ビデオ屋のカップル男・駐車場の男）（声 - 大沼誉）
- カンナギ（ビデオ屋のカップル女・駐車場の女）（声 - 柳井久代）
- クレカタ（雑踏の中の黒服）（声 - 清原隆）
- カザマキ（雑踏の中の募金の女）（声 - 森麻衣子）
- アサギ（雑踏の中の女子高生）（声 - 山根みずき）
- ヤナギバ（雑踏の中の呼び込み）（声 - 北谷彰基）
- ヤマセ（雑踏の中の退屈な男）（声 - 高橋将）
- ユキシロ（雑踏の中の退屈な女）（声 - 安田美和）
- ハチスカ（ゲームセンターの若者）（声 - 東條大輔）
- フジ（ゲームセンターの若者）（声 - 鈴木智明）
- トリカゼ（居酒屋の店員）（声 - 大島将哉）
- ユズキ（卒業生）（声 - 三浦祥朗）
- スグロ（卒業生・ドーナツ屋の店員）（声 - 山本圭一郎）
- ムロザキ（卒業生）（声 - 松平淳）
- ミズトリ（卒業生）（声 - 服巻浩司）
- フユノ（卒業生）（声 - 小松由佳）
- ヒナイチ（卒業生・ドーナツ屋の店員）（声 - 神田朱未）
- オダマキ（テレビの中のタレント）（声 - 霜越輝子）
- オオツキ（テレビの中のタレント）（声 - 五十嵐玲奈）
- ヤマモト（テレビの中のタレント）（声 - 渡辺武彦）
- ワカシバ（テレビの中の風俗店店長）（声 - 鈴森勘司）

### ドラマCDとドラマDVDの違い
ドラマCDとドラマDVDは、ストーリー自体は全く同一であり、違いは無い。唯一の違いは、DVD版の方にエンディングテロップが流れるということだけである。当作品はキャッチコピーにもあるように「絵の無い映画」というコンセプトで作られている。そのため、DVD版の方においても画像は一切なく、再生中も画面は黒いままである。

## スタッフ・協賛・テーマソング等
- 製作 - 及川武
- 企画・原案 - 金月龍之介・中村誠
- 総合プロデューサー - 中村誠
- 原作・脚本 - 金月龍之介
- 音楽 - 藤江隆男
- サウンドデザイン - 多良政司
- 音響効果サウンドデザイン - 佐々木英世
- サウンドエディター - 石井秀明
- 音響効果サウンドエディター - 西村洋一
- ブームオペレーター - 石田健一・井上明
- 企画協力 - 平田義一
- 制作進行 - 関根佐和子
- アシスタントプロデューサー - 松永孝之
- 宣伝協力 - 藤原博行
- イメージイラスト - 大貫健一・虎向ひゅうら・紺野キタ・沙月ゆう・時友美如・根岸京子・橋本正枝・船戸明里
- 映像・音楽制作協力 - 佐藤誠・里見里恵子
- 音楽エンジニア - 櫻井繁郎
- 音楽プロツールズオペレーター - 太田友基
- ミュージシャン - 志賀豊・中村めぐみ・栗山幸子・ジミー前田・佐藤誠
- 協力 - 東洋音響・ログオーディオ株式会社・エックスワン・ONKIO HAUS・代々木アニメーション学院・小野良造・川綱俊治・松澤博
- special thanks - 永井浩一・矢島さら
- 製作協力 - 東宝サウンドスタジオ
- 音響製作 - 青二プロダクション
- 製作 - ムービック
- 監督 - 鳥島和也
- テーマソング「たとえば、春のしあわせのように」
  - 作詞・唄 - 西口有香 / 作曲 - 財津和夫 / 編曲 - 広瀬充寿
    - ※ この曲はドラマCD／DVDにのみ収録されている曲のため、シングルやアルバムなどには一切収録されていない。

## エピソード
この作品の主題歌『たとえば、春のしあわせのように』はチューリップのリーダーとして知られる財津和夫による作曲であるが、活動路線が異なることもあって西口と財津の間に接点は無く、財津は西口の存在すら知らなかった。そういった事情もあり、財津は西口への楽曲提供に難色を示したという。財津自ら西口に歌唱指導を行ったが、まだ新人に等しい西口が既に大御所の域に達している財津を納得させられるだけの歌唱力を発揮できるはずもなく、何度となく財津を怒らせてはその度に灰皿などを投げつけられるという厳しい収録になったことを西口本人が番組内で語っている。

## 特徴
通常、背景を演出するために登場するキャラクターや、姿・形が無い声だけの出演となる、いわゆる「ガヤ」には名前が必要ないため、役名が存在しないというのが暗黙の常識であるが、この作品に登場する人物にはメイン・ガヤに関係なく「居酒屋の客」として登場するガヤ以外は全ての登場人物に固有の役名が存在するという特異な作品である。また、メイン・ガヤに関係なく、役名は全てカタカナ表記であり、漢字・ひらがなでは表記されない点でも特徴的な作品である。